# Fernando Gomes
Fernando Mendes Soares Gomes, noto come Fernando Gomes (Porto, 22 novembre 1956 – Porto, 26 novembre 2022), è stato un calciatore portoghese, di ruolo attaccante.
È considerato uno dei migliori attaccanti di sempre del calcio portoghese. In carriera è stato per sei volte capocannoniere del campionato, e in due occasioni ha conquistato anche la Scarpa d'oro: per questo era soprannominato "Bi-bota".

## Caratteristiche tecniche
Giocava normalmente in posizione di punta.

## Carriera

### Club
Esordisce nella massima divisione portoghese nella stagione 1974-1975 con la maglia del Porto. Diventa capocannoniere per la prima volta già nel 1977, ripetendosi poi nelle due stagioni successive: questa volta la squadra vince però anche il titolo nazionale. Nel 1980 si trasferisce in Spagna per giocare nello Sporting Gijón, ma la segna meno che in passato. Tornato nel Porto vince due anni dopo la Scarpa d'oro 1983 grazie alle 36 reti segnate, e si ripete nel 1985, quando segna anche 3 gol in più. A livello di club conquista poi la Coppa dei Campioni 1986-1987, la Supercoppa UEFA 1987 e la Coppa Intercontinentale 1987, a cui a fine stagione si aggiungono il quinto campionato e la terza Coppa portoghese.
Gomes si trasferisce infine nello Sporting Lisbona nel 1989, ritirandosi nel 1991 dopo aver segnato 318 gol in campionato, di cui 288 nel Porto che lo rendono il miglior marcatore di sempre oltre che una delle figure più popolari di questo club.

#### Nazionale
Tra il 1975 e il 1988 gioca 40 partite e segna 13 gol con la maglia del Portogallo. Fa parte dei 22 che partecipano al campionato d'Europa 1984: nella prima fase è in campo nel pareggio contro la Germania Ovest e nella vittoria sulla Romania, successivamente gioca anche la semifinale, persa però contro la Francia padrona di casa. È anche in Messico per disputare il campionato del mondo 1986: Gomes gioca 3 partite, la vittoria sull'Inghilterra e le sconfitte contro Polonia e Marocco che concludono qui l'avventura dei lusitani.

## Palmarès

### Competizioni nazionali
- Coppa di Portogallo: 3

Porto: 1976-1977, 1983-1984, 1987-1988
- Campionato portoghese: 5

Porto: 1977-1978, 1978-1979, 1984-1985, 1985-1986, 1987-1988
- Supercoppa di Portogallo: 3

Porto: 1983, 1984, 1986

### Competizioni internazionali
- Coppa dei Campioni: 1

Porto: 1986-1987
- Supercoppa UEFA: 1

Porto: 1987
- Coppa Intercontinentale: 1

Porto: 1987

### Individuale
- Capocannoniere del campionato portoghese: 6

1976-1977 (26 reti), 1977-1978 (25 reti), 1978-1979 (27 reti), 1982-1983 (36 reti), 1983-1984 (21 gol, assieme a Tamagnini Nené), 1984-1985 (39 gol)
- Scarpa d'oro: 2

1983, 1985
- Calciatore portoghese dell'anno: 1

1983